# Bahnstrecke Kappel Gutachbrücke–Bonndorf (Schwarzwald)
| Streckennummer (DB): | 4302                    |                                   |                                   |
| Kursbuchstrecke: | 306f (1944) 303h (1946) |                                   |                                   |
| Streckenlänge: | 19,78 km                |                                   |                                   |
| Spurweite: | 1435 mm (Normalspur)    |                                   |                                   |
| Maximale Neigung: | 10 ‰                    |                                   |                                   |
| Minimaler Radius: | 200 m                   |                                   |                                   |
| |                         |                                   |                                   |
| \| \| \| Höllentalbahn von Freiburg \| \| \| \| 0,00 \| Kappel Gutachbrücke \| 788 m ü. NHN \| \| \| \| Höllentalbahn nach Donaueschingen \| \| \| \| 3,59 \| Kappel-Grünwald \| 807 m \| \| \| \| Haslach-Viadukt \| \| \| \| 6,79 \| Lenzkirch Spitzkehrenbahnhof \| 804 m \| \| \| \| Herrgottsbächle \| \| \| \| 8,16 \| Unterlenzkirch \| 807 m \| \| \| 8,20 \| Gschindbach \| Gschindbach \| \| \| 9,50 \| Klausenbachviadukt \| Klausenbachviadukt \| \| \| 12,13 \| Holzverladestelle Saatfeld \| 826 m \| \| \| 12,80 \| Reichenbächle \| Reichenbächle \| \| \| 12,90 \| B 315 \| B 315 \| \| \| 14,19 \| Gündelwangen \| 825 m \| \| \| 19,78 \| Bonndorf (Schwarzwald) \| 858 m \| \| \| \| ehem. proj. nach Stühlingen \| \| |                         |                                   |                                   |
| Strecke |                         | Höllentalbahn von Freiburg        | Höllentalbahn von Freiburg        |
| ehemaliger Bahnhof | 0,00                    | Kappel Gutachbrücke               | 788 m ü. NHN                      |
| Abzweig ehemals geradeaus und nach links |                         | Höllentalbahn nach Donaueschingen | Höllentalbahn nach Donaueschingen |
| Bahnhof (Strecke außer Betrieb) | 3,59                    | Kappel-Grünwald                   | 807 m                             |
| Brücke über Wasserlauf (Strecke außer Betrieb) |                         | Haslach-Viadukt                   | Haslach-Viadukt                   |
| Spitzkehrbahnhof rechts | 6,79                    | Lenzkirch Spitzkehrenbahnhof      | 804 m                             |
| Brücke über Wasserlauf (Strecke außer Betrieb) |                         | Herrgottsbächle                   | Herrgottsbächle                   |
| Bahnhof (Strecke außer Betrieb) | 8,16                    | Unterlenzkirch                    | 807 m                             |
| Brücke über Wasserlauf (Strecke außer Betrieb) | 8,20                    | Gschindbach                       | Gschindbach                       |
| Brücke über Wasserlauf (Strecke außer Betrieb) | 9,50                    | Klausenbachviadukt                | Klausenbachviadukt                |
| Dienststation / Betriebs- oder Güterbahnhof (Strecke außer Betrieb) | 12,13                   | Holzverladestelle Saatfeld        | 826 m                             |
| Brücke über Wasserlauf (Strecke außer Betrieb) | 12,80                   | Reichenbächle                     | Reichenbächle                     |
| Brücke (Strecke außer Betrieb) | 12,90                   | B 315                             | B 315                             |
| Bahnhof (Strecke außer Betrieb) | 14,19                   | Gündelwangen                      | 825 m                             |
| Bahnhof (Strecke außer Betrieb) | 19,78                   | Bonndorf (Schwarzwald)            | 858 m                             |
| |                         | ehem. proj. nach Stühlingen       |                                   |

Die Bahnstrecke Kappel Gutachbrücke–Bonndorf (Schwarzwald) ist eine stillgelegte Nebenbahn im Süden von Baden-Württemberg.

## Streckenbeschreibung
Die 19,78 Kilometer lange Stichbahn im Südschwarzwald, die am Bahnhof Kappel Gutachbrücke von der Höllentalbahn abzweigte, wurde von Zügen, die im Bahnhof Neustadt im Schwarzwald begannen, befahren und wechselte nach knapp sieben Kilometern im Spitzkehrenbahnhof Lenzkirch die Fahrtrichtung.

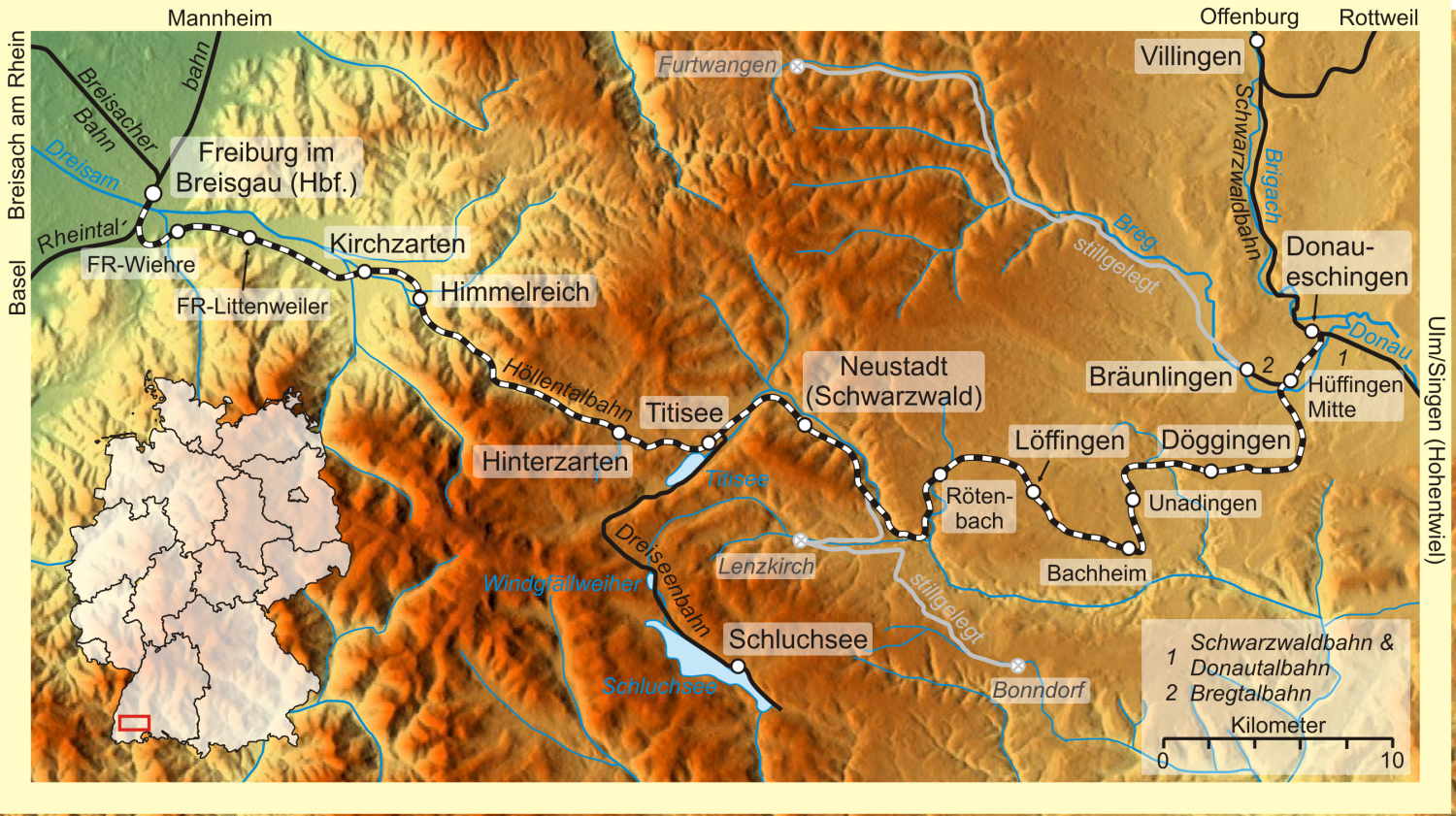
Verlaufskarte Höllentalbahn und Bahnstrecke nach Bonndorf

## Geschichte
Die Strecke wurde am 26. September 1907 auf Grundlage eines Badischen Gesetzes vom 28. Mai 1900 durch die Großherzoglich Badischen Staatseisenbahnen eröffnet. Dem Gesetz zum Bau der Strecke ging eine lange Findungsphase voraus. In mehreren Petitionen wurde auf eine Verbindung von der Höllentalbahn über Bonndorf nach Weizen und zur Schweizer Grenze gedrängt. Mit der Eröffnung der östlichen Höllentalbahn 1901 über Löffingen nach Donaueschingen war an solch eine Verbindung jedoch nicht mehr zu denken, weshalb das besagte Badische Gesetz nur noch eine Nebenbahn bis Bonndorf vorsah. Zunächst sollte die Strecke nur über die damals noch selbständige Gemeinde Unterlenzkirch führen, was die größere Gemeinde Lenzkirch aber nicht akzeptierte und auf einem eigenen Bahnhof bestand. Diesem Wunsch wurde entsprochen, und so wurde eine Streckenführung gewählt, welche im Haslachtal eine Spitzkehre in Form eines Kopfbahnhofs vorsah. Von Kappel Gutachbrücke kommend verlief die Strecke auf der linken Seite des Haslachtals, um kurz vor Lenzkirch die Haslach auf einer Gitterträgerbrücke zu überqueren und dann in den Bahnhof Lenzkirch einzumünden. Hier musste jeder Zug Kopf machen und fuhr auf der rechten Seite des Haslachtals, das er erst kurz vor Holzschlag verließ, über Unterlenzkirch Richtung Bonndorf. Diese äußerst ungünstige Streckenführung hätte mit einer Überbrückung des Haslachtals verhindert werden können, was aber aus Rücksicht auf die Interessen Lenzkirchs nicht erfolgte. So entstand eine Bahnstrecke, die von Albert Kuntzemüller als die am schlechtesten trassierte Badische Staatsbahnstrecke bezeichnet wurde. Gebaut wurde die Strecke durch das Unternehmen Grün & Bilfinger AG, während die Planung und Bauleitung in den Händen des Bahnbauingenieurs Karl Rümmele lagen.

## Kunstbauten

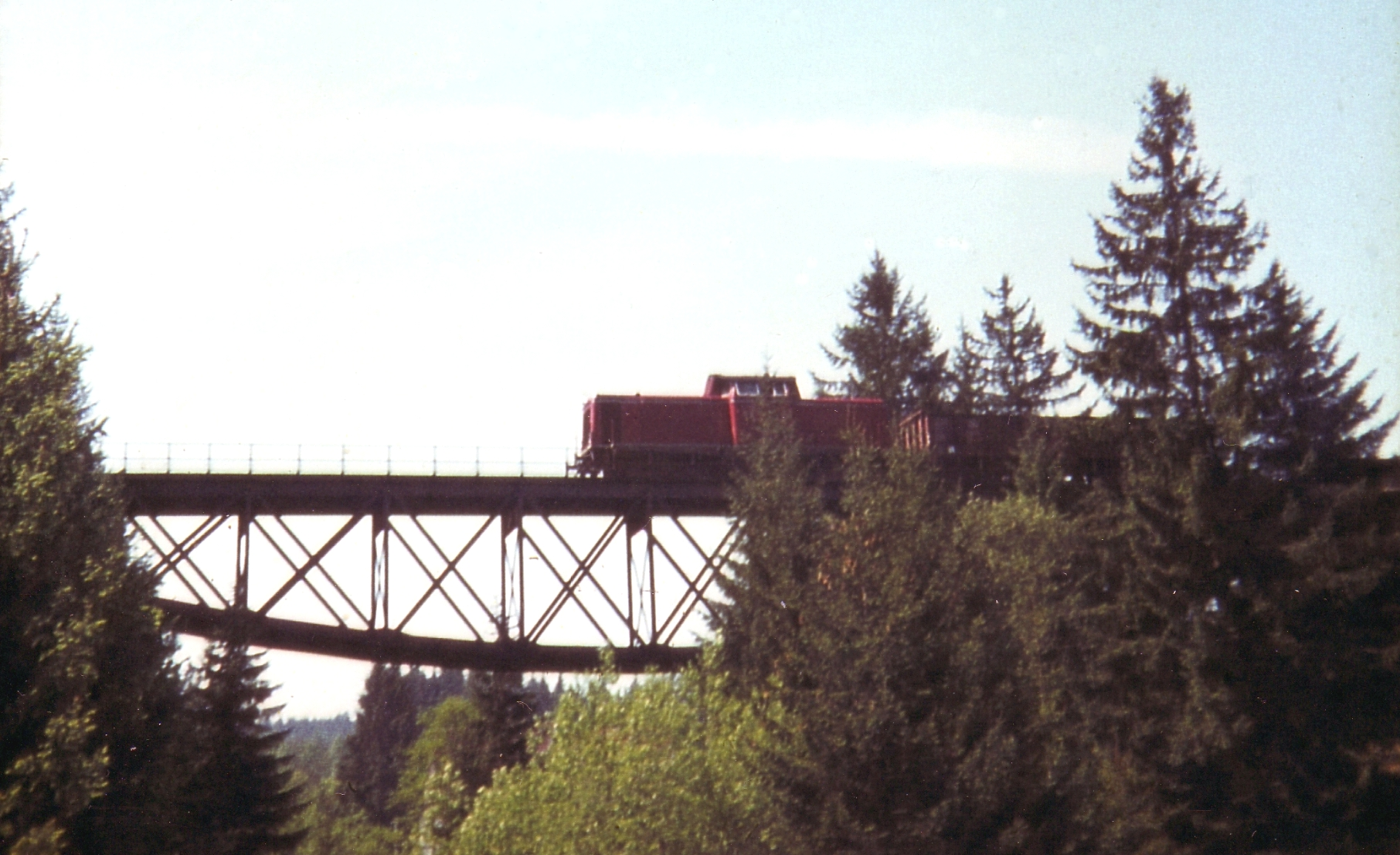
Klausenbachviadukt mit Güterzug, um 1972

Die Strecke besaß zwei größere Brückenbauwerke: Mittels einer Gitterträgerbrücke innerhalb Lenzkirchs wurden im Streckenabschnitt Kappel-Gutachbrücke–Lenzkirch die Haslach und die Bundesstraße 315 überquert. Auf dem Streckenabschnitt Lenzkirch–Bonndorf (Schwarzwald) befindet sich noch heute der Klausenbachviadukt, eine Fischbauchbrücke. Als weiteres ist der Reichenbachdamm bei Holzschlag zu nennen, mit dem das flache Reichenbachtal in einer 180-Grad-Kurve überquert wird. Dieser Damm ist heute noch komplett erhalten.

## Betrieb
Da die Strecke für eine maximale Achslast von 16 Tonnen ausgelegt war, kamen hauptsächlich Tenderlokomotiven, vom Typ Badische VI b und bei Sonderzügen auch Schlepptenderlokomotiven der Baureihe 50 zum Einsatz. Abgelöst wurde der Dampfbetrieb durch Uerdinger Schienenbusse der Baureihe 798 samt Steuer- und Beiwagen.
Der Fahrplan war so gestaltet, dass der erste Zug am frühen Morgen in Bonndorf begann und der letzte abends in Bonndorf endete. Deshalb waren in Bonndorf ein Lokomotivschuppen und ein Wasserkran vorhanden. Als zum 1. August 1966 der Personenverkehr eingestellt wurde, verblieb der Güterverkehr in Form von Übergabegüterzügen noch für zehn Jahre auf der Strecke, betrieben mit Diesellokomotiven der Baureihe 211. Im Güterverkehr verkehrte an jedem Werktag ein Güterzug. In den letzten beiden Betriebsjahren fuhr der Güterzug nur noch dreimal wöchentlich, nachdem zuletzt nur noch 300 Wagen jährlich befördert wurden. Bis nach dem Zweiten Weltkrieg wurden über die Strecke große Mengen an Holz abgefahren. Hierfür hatten die Bahnhöfe Lenzkirch, Gündelwangen und Bonndorf (Schwarzwald) Holzverladerampen. Letztere war über eine Rollbahn an das Sägewerk Isele angebunden. Als Besonderheit befand sich zwischen den Bahnhöfen Lenzkirch und Gündelwangen in den Fürstenbergischen Waldungen die Holzverladestelle Saatfeld. Hier befand sich parallel zum Streckengleis ein Ladegleis mit Laderampe und Ladelehre.
Eine Besonderheit stellte der Biertransport dar: Die elf Kilometer entfernte Badische Staatsbrauerei Rothaus beschaffte bereits 1873 drei Kühlwagen, die im Bahnhof Tiengen (Hochrhein) stationiert waren. Als 1907 die Strecke nach Bonndorf fertiggestellt war, wurde der Biertransport über den näher gelegenen Bahnhof Bonndorf mit einem hier stationierten Bierwagen abgewickelt. 1926 wurde der Biertransport von Bonndorf zur inzwischen fertiggestellten Dreiseenbahn und dem noch näher gelegenen Bahnhof Seebrugg verlegt.
Von 1953 bis 1966 war Bonndorf Ziel von Sonderzügen des TOUROPA-Programms. Bis in die 1970er Jahre verkehrten noch Kinderheim-Sonderzüge, mit denen Kinder, vor allem aus dem Ruhrgebiet, in die Bonndorfer Kinderheime gefahren wurden. Der Gesamtbetrieb wurde mit Wirkung zum 1. Januar 1977 eingestellt. Grund für die Einstellung war die Konkurrenz durch den parallelen Bahnbusverkehr, der die Fahrgastzahlen dieser Bahnstrecke rapide sinken ließ, zumal der Bahnbus insbesondere die Gemeinden Gündelwangen, Holzschlag und Kappel besser anbinden konnte als deren jeweilige weit entfernte Bahnhöfe.

## Stilllegung und Abbau
Nach der Stilllegung der Strecke wurden die Gleise abgebaut und der Bahnhof Lenzkirch in den 1980er Jahren abgetragen. An ihn erinnert lediglich eine Fenstereinfassung aus Sandstein, die im heutigen Lenzkircher Kurpark an seinem Standort aufgestellt wurde.
Bis auf den ehemaligen Bahnhof Lenzkirch sind die übrigen Empfangsgebäude noch erhalten. Auf fast der gesamten Länge der ehemaligen Bahntrasse wurde zwischen 2003 und 2008 der Bähnle-Radweg eingerichtet. Dieser ist seit 2009 ein Teilstück des Südschwarzwald-Radwegs, der rund um den Naturpark Südschwarzwald führt. Außerdem führt auch ein Abschnitt des Schwarzwald-Panorama-Radwegs über die ehemalige Bahntrasse.
Eine in Größe und Proportionen leicht verniedlichte Modell-Nachbildung des einstigen Bahnhofs Lenzkirch ist bei Faller als „Bahnhof Friedrichshöhe“ im Maßstab 1/87 erhältlich. 

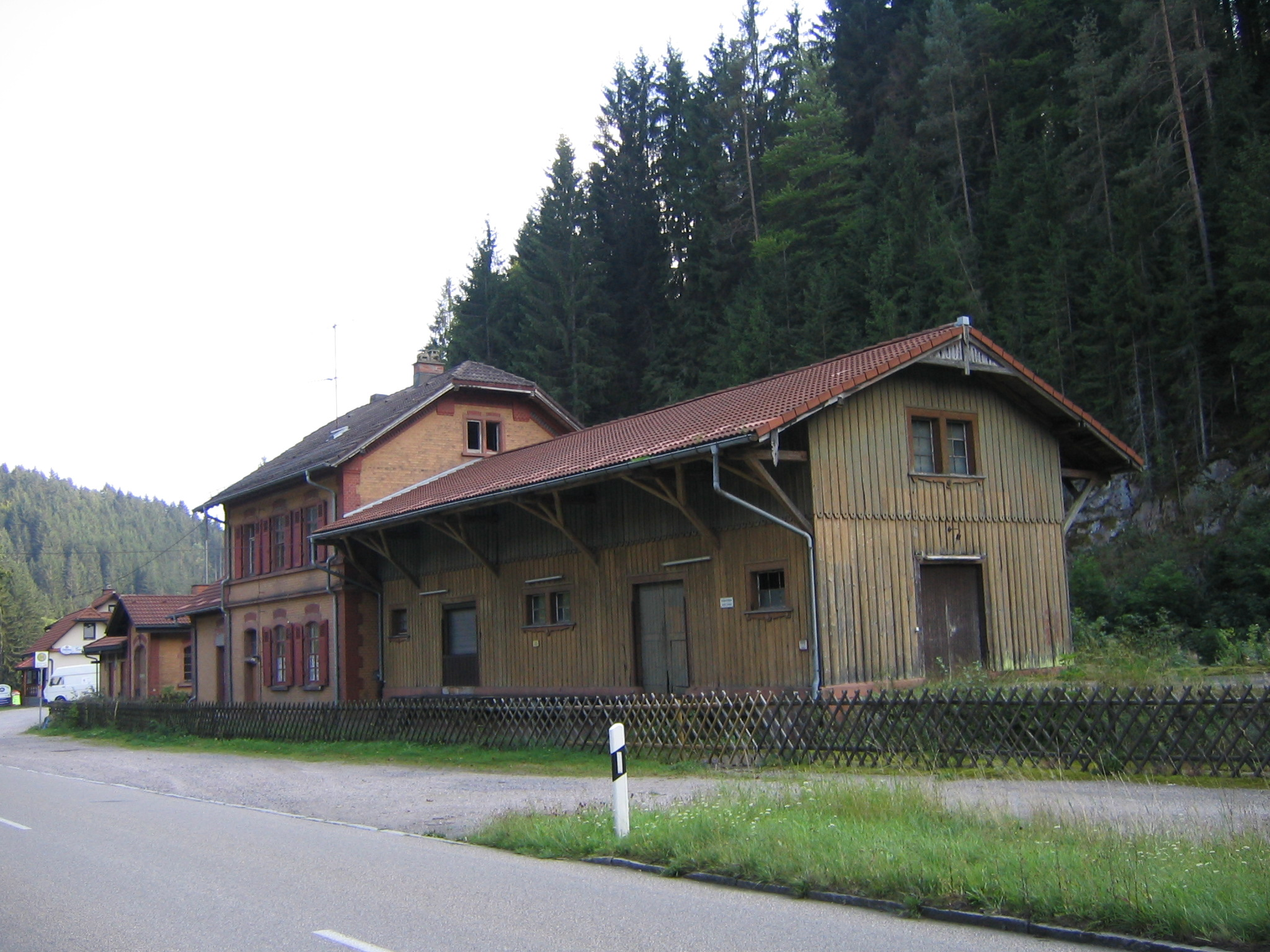
Ehemaliger Bahnhof Kappel-Gutachbrücke
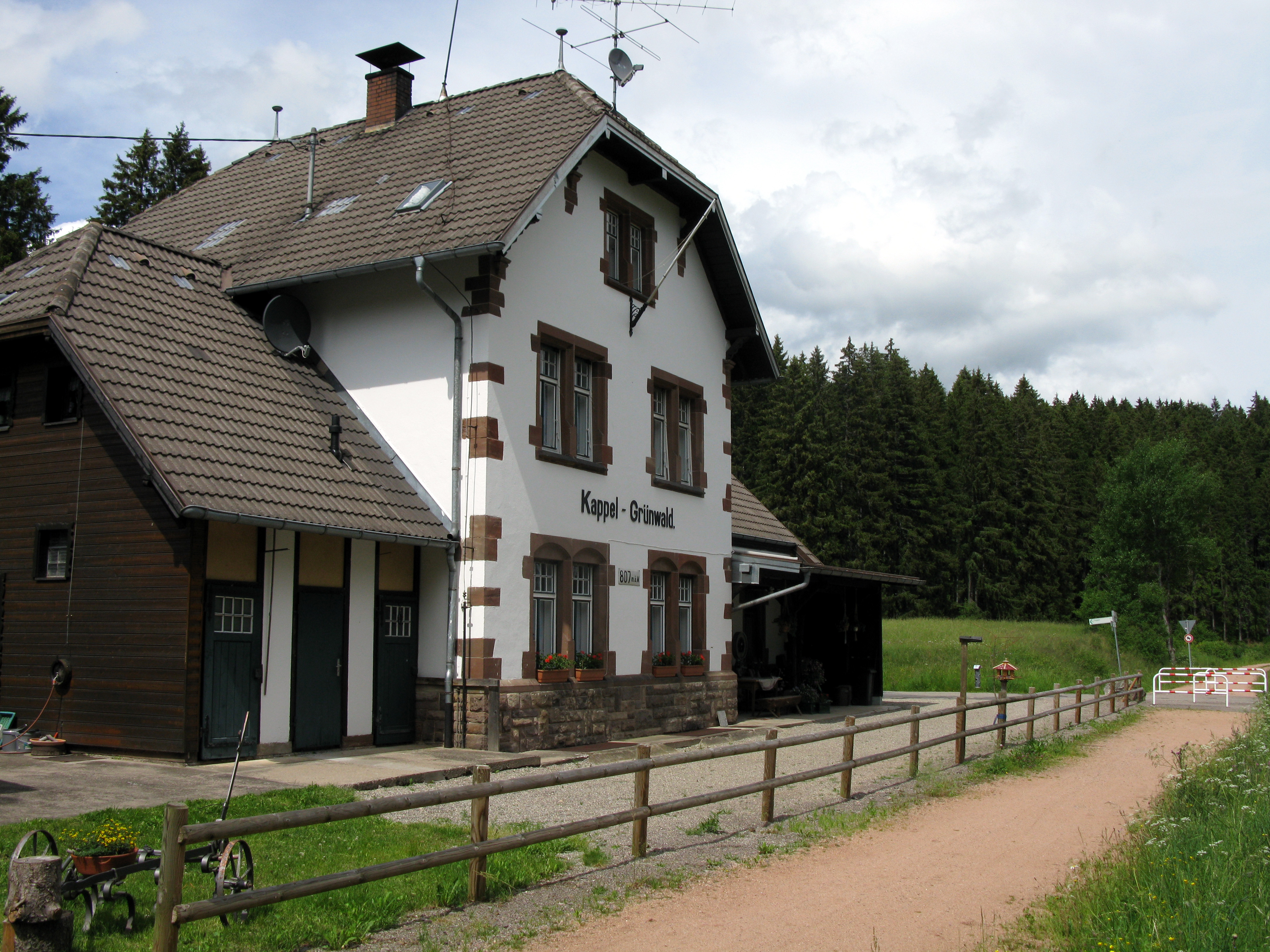
Bahnhof Kappel-Grünwald
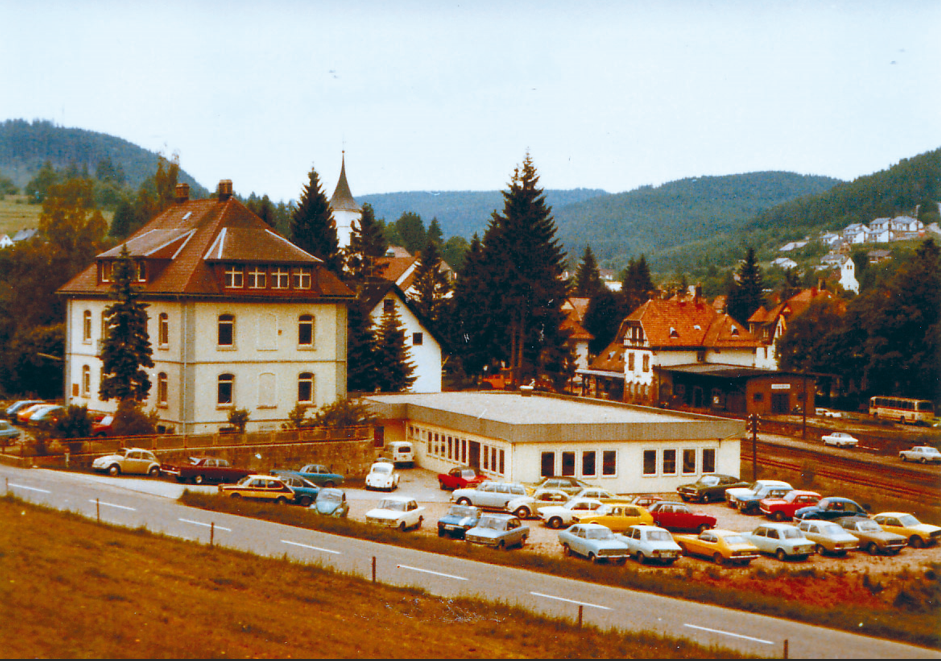
Der Bahnhof Lenzkirch hinter dem Firmensitz von Testo (1971)
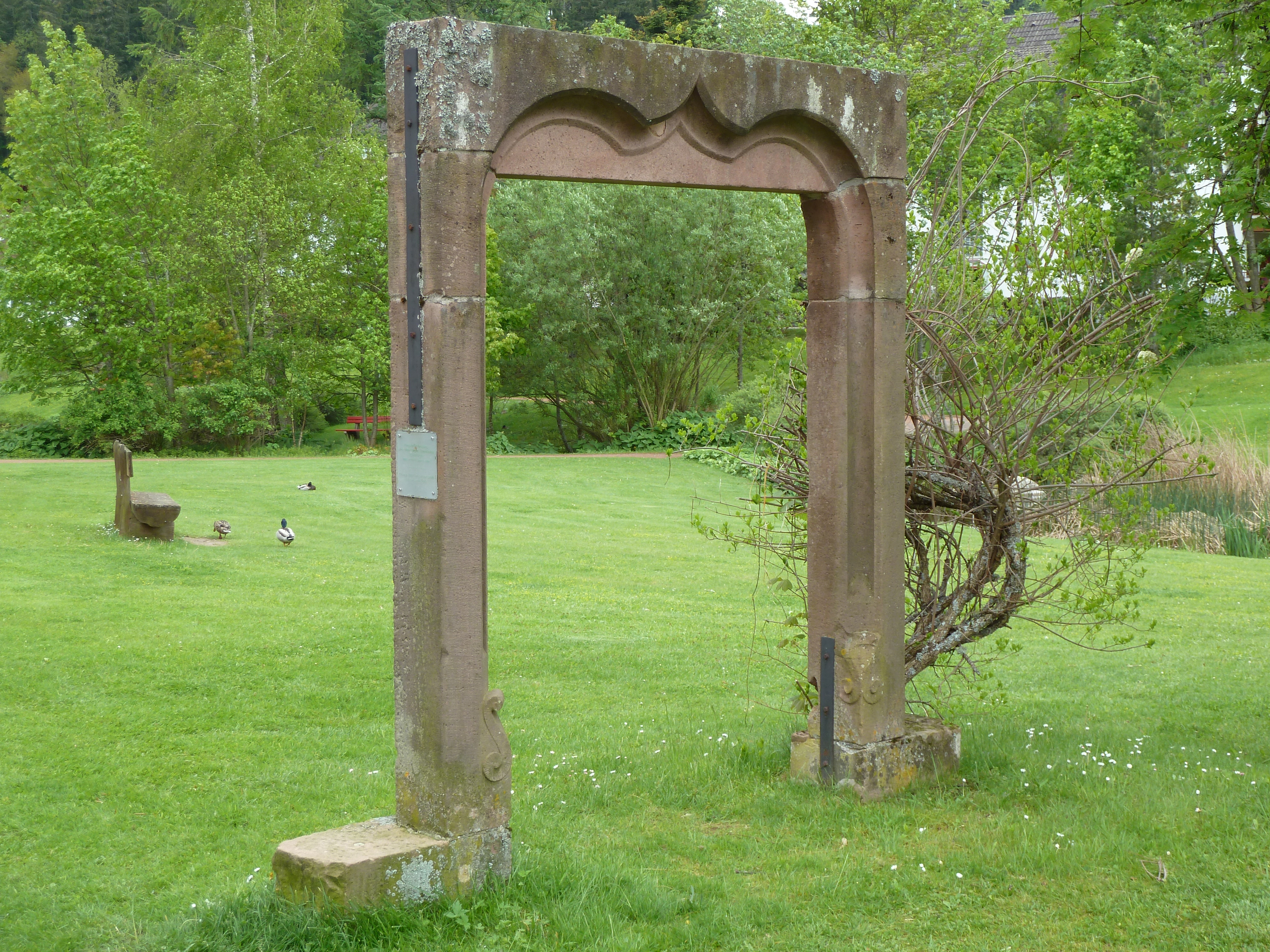
Fenstereinfassung des ehemaligen Bahnhofs Lenzkirch
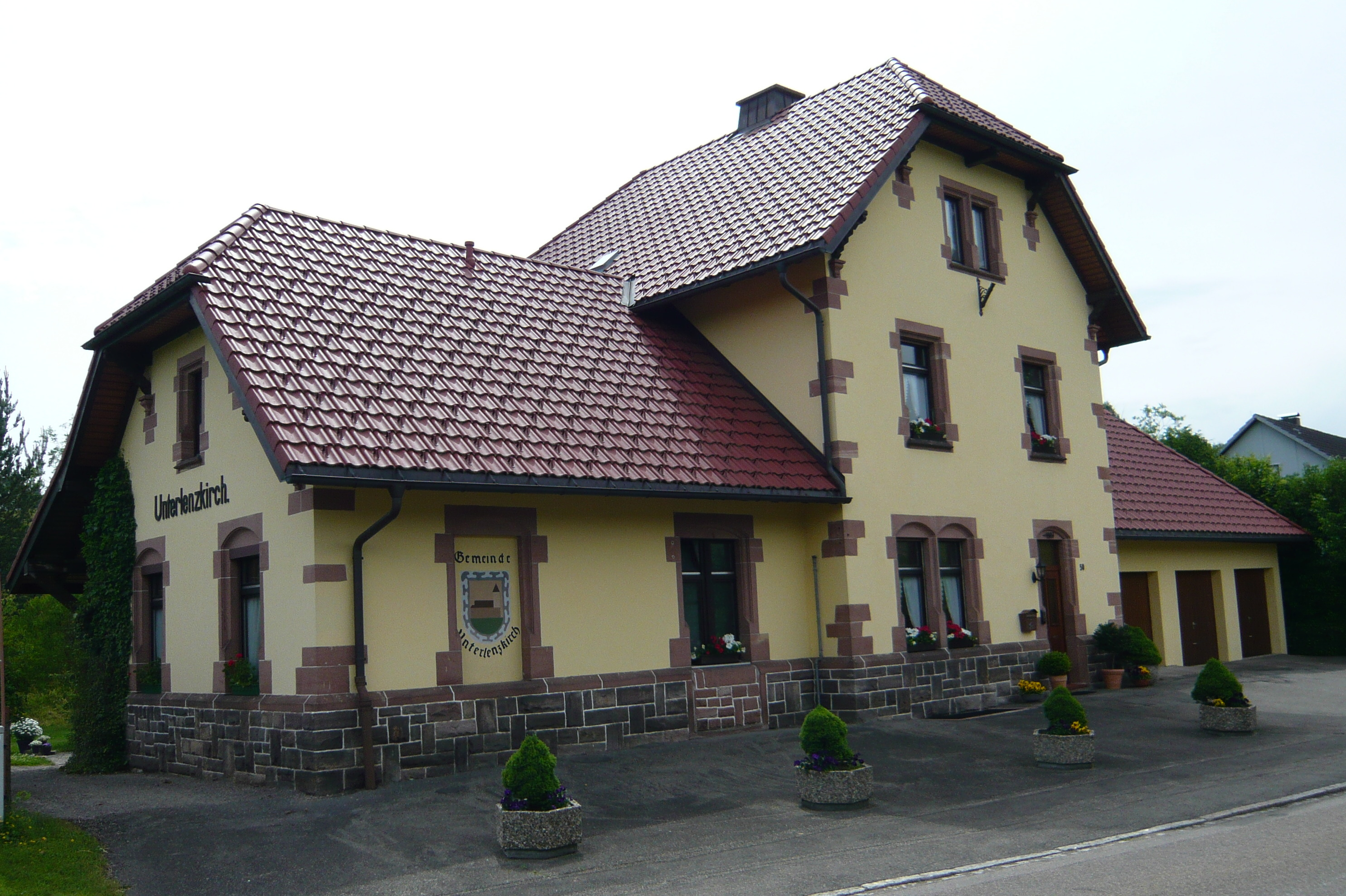
Ehemaliger Bahnhof Unterlenzkirch
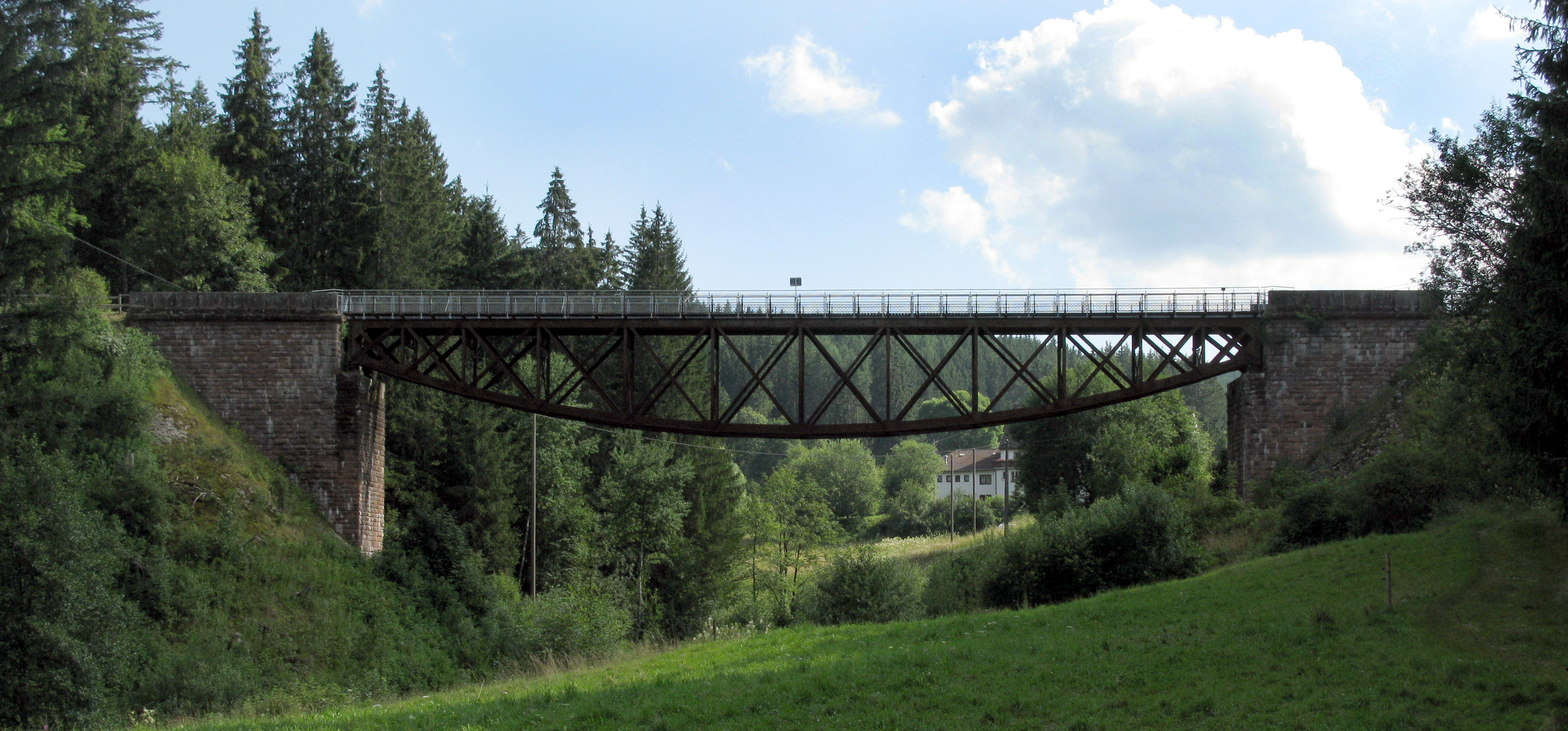
Klausenbachviadukt
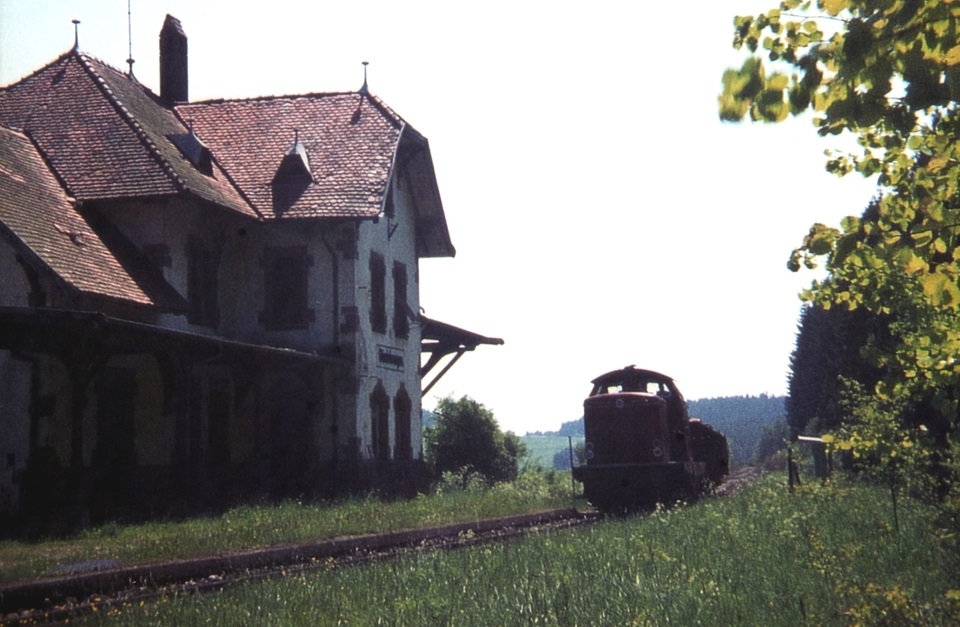
Güterzug in Gündelwangen
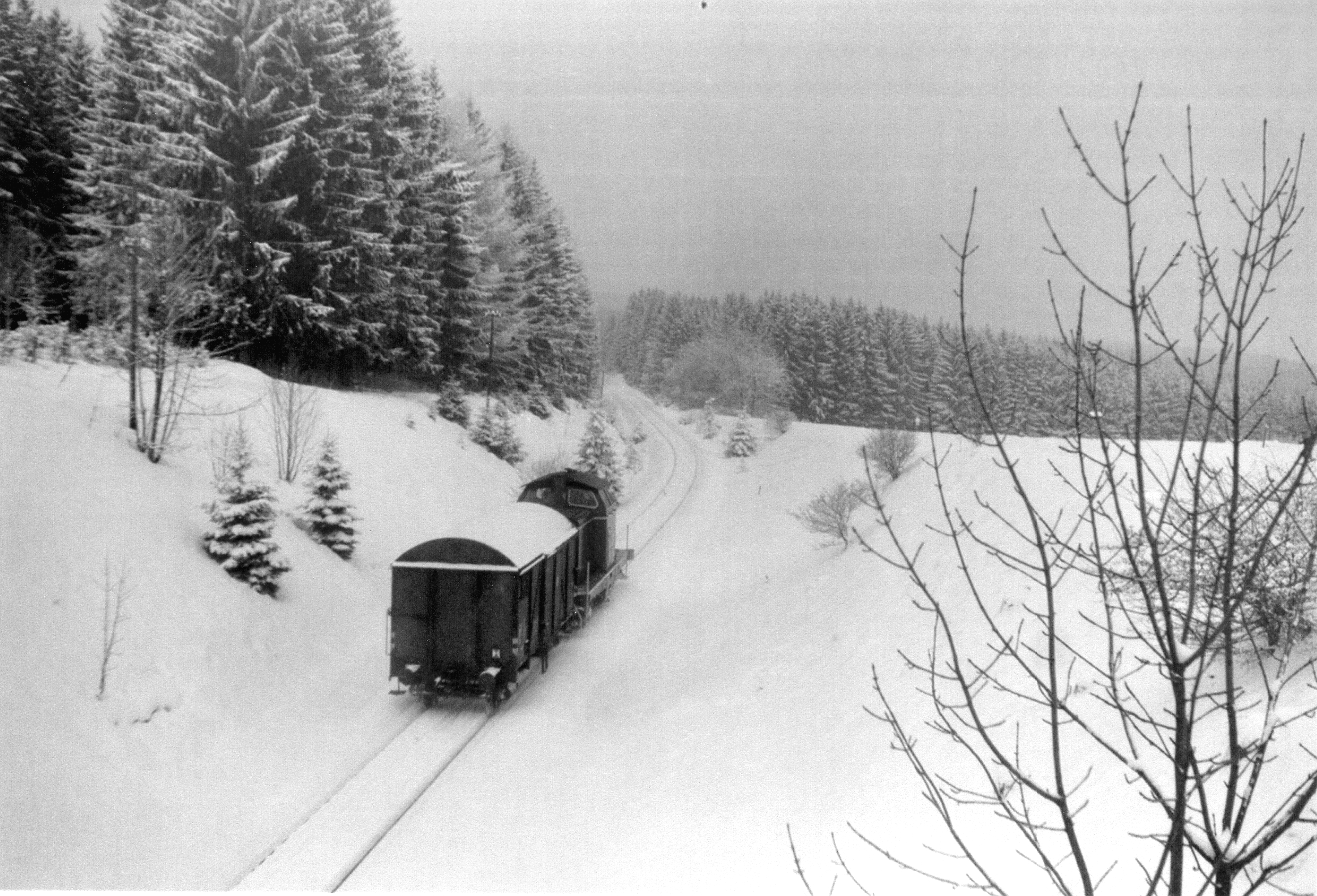
Güterzug an der „Bahnbrücke Bonndorf“ auf der Rückfahrt nach Neustadt
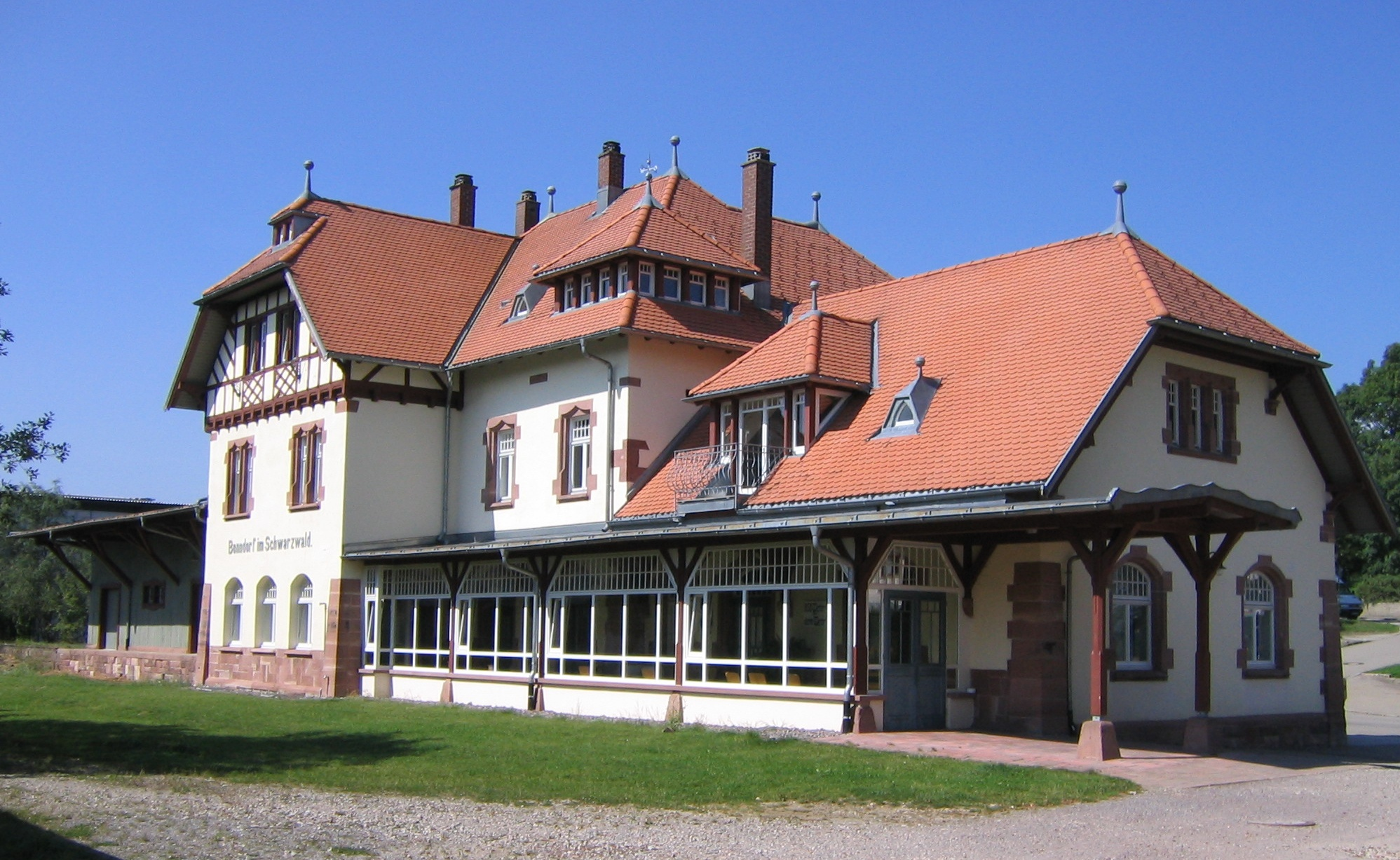
Ehemaliger Bahnhof Bonndorf (Schwarzwald)